# John Fisher
John Fisher (thánh hiệu Gioan Fisher; k. 19 tháng 10 năm 1469 – 22 tháng 6 năm 1535) là một hồng y và giám mục người Anh của Giáo hội Công giáo. Ông giữ chức Giám mục Chính tòa Rochester từ năm 1504 đến năm 1535 và từng là chưởng ấn của Viện Đại học Cambridge. Giáo hội Công giáo tôn kính ông như một vị thánh tử đạo.
Hồng y Fisher bị Vua Henry VIII của Anh xử tử trong thời kỳ Cải cách Kháng nghị tại Anh vì từ chối thừa nhận Nhà vua là Thủ lãnh tối cao của Hội thánh Anh quốc mà ủng hộ giáo lý về quyền tối cao của giáo tông. Ông được Giáo tông Paulus III vinh thăng hồng y không lâu trước khi chịu tử vì đạo.
Đến ngày 19 tháng 5 năm 1935, tức chỉ vài ngày sau khi Hồng y Fisher qua đời, thể theo nguyện vọng của đông đảo giáo dân Anh Quốc, Giáo tông Pius XI đã tuyên hiển thánh đối với Giám mục John Fisher và học giả Thomas More – đại diện cho cơ man các vị tử đạo Công giáo người Anh bị sát hại trong thời kỳ Cải cách. Giáo hội Công giáo mừng kính hai vị thánh tử đạo vào ngày 22 tháng 6 hằng năm theo Lịch Chung Rôma. Ngoài ra, Giám mục Fisher cũng được tưởng niệm trong một số Lịch các thánh của Giáo hội Anh giáo.

## Tiểu sử
Thánh John Fisher sinh năm 1469 tại thị trấn Beverly, hạt Yorkshire trong một gia đình có 4 người con. Mẹ của ông là bà Agnes Fisher, còn cha ông là ông Robert Fisher, một thương nhân ngành tơ lụa vải vóc giàu có. Cụ Robert Fisher qua đời năm 1477 và được mai táng tại nhà thờ giáo xứ Thánh Maria. Trong di chúc, cụ Fisher mong muốn phân phát tài sản mình cho các con, cho nhiều nhà tế bần, nhà thờ, linh mục cùng một khoản để dành dâng bổng lễ.
Khi cha mất, cậu Fisher được 8 tuổi. Không lâu sau, mẹ cậu tái hôn với một người tên là White và có với vị này 4 người con.
Có lẽ cậu Fisher từng học văn hóa tại ngôi trường nằm liền kề với nhà thờ hiệp đoàn ở quê nhà mình. Cậu có mối quan hệ khắng khít với các thành viên trong đại gia đình của mình từ lúc nhỏ cho tới khi qua đời.

### Viện Đại học Cambridge
Nhận ra khiếu học tập nơi Fisher cùng nhờ khả năng tài chính sẵn có, bà Agnes mẹ cậu đã chấp thuận cho cậu được theo học tại Viện Đại học Cambridge vào năm 1482; khi ấy cậu được 11, 12 tuổi.

Thời đó, Viện Đại học Cambridge đã ra suy thoái và đình trệ về mặt học thuật. Trong một bài diễn văn trước Vua Henry VII vào năm 1506, thánh Fisher từng phân trần rằng:
"Lúc Bệ hạ đoái nhìn đến Viện Đại học của chúng tôi cũng chính là lúc việc nghiên cứu và học hành đã bắt đầu trì trệ. Nguyên nhân có thể là do các vụ kiện tụng liên miên trong thị trấn, hay do các thứ bệnh dịch đã cướp đi những học giả hàng đầu của Viện chúng tôi, hoặc do thiếu các nhà bảo trợ cho việc nghiên cứu. Dù nguyên nhân có là gì đi chăng nữa, Viện chúng tôi chắc hẳn đã đi tới bước đường tuyệt vọng nếu như Bệ hạ không giãi ánh vinh quang của Ngài trên chúng tôi tựa như ánh mặt trời chói lọi."
Cậu Fisher theo học tại Viện Đại học Cambridge từ năm 1484. Trong thời gian học tại trường Michaelhouse trực thuộc Viện Đại học, Fisher được tiếp xúc với tư tưởng của William Melton, một nhà thần học quan tâm nhiều đến ngành mục vụ cũng như có thái độ cởi mở với những cải cách học thuật phát xuất từ phong trào Phục hưng. Ông tốt nghiệp với văn bằng Cử nhân Nghệ thuật vào năm 1487, đến năm 1491 thì lãnh văn bằng Thạc sĩ Nghệ thuật và được bầu làm hội sĩ của Trường Michaelhouse.

### Linh mục
Cũng trong năm ấy, Fisher được Giáo tông đặc cách cho chịu chức linh mục trước tuổi, mặc dù khi đó ông vẫn còn quá trẻ so với độ tuổi quy định. Đến ngày 17 tháng 12 năm 1491, cậu Fisher thụ phong linh mục và được bổ nhiệm làm Linh mục chính xứ Northallerton (chức vụ trên danh nghĩa), hạt Yorkshire.
Năm 1494, Linh mục Fisher xin từ chức Chính xứ Northallerton để làm Giám thị của Viện Đại học Cambridge. Ba năm sau, ông được bổ nhiệm làm Kiện tướng tranh luận của Viện Đại học, đồng thời được Hoàng gia cử làm linh mục giải tội cùng tuyên úy cho Đức Margaret Beaufort, Bá tước phu nhân của Richmond và Derby, thân mẫu Vua Henry VII.
Vào ngày 5 tháng 7 năm 1501, Linh mục Fisher lãnh văn bằng Tiến sĩ Thần học thánh. Mười ngày sau, ông được bầu làm Phó Chưởng ấn Viện Đại học Cambridge. Dưới sự chỉ dẫn của ông, Đức Margaret đã mở thêm hai trường trực thuộc Viện Đại học Cambridge là Trường Thánh Gioan và Trường Đức Kitô, cùng thiết lập chức Giáo sư Thần học nhân danh Đức Margaret trong Viện Đại học Oxford và Viện Đại học Cambridge. Vừa hay ông cũng được đặt làm Giáo sư Thần học nhân danh Đức Margaret tiên khởi của Viện đại học Cambridge. Ngoài chức vụ Phó Chưởng ấn Cambridge, ông còn giữ chức Hiệu trưởng Trường Vương Hậu trực thuộc Viện Đại học Cambridge từ năm 1505 đến năm 1508. Vào thời điểm cuối tháng 7 năm 1516, ông ở tại Cambridge để tham dự lễ khánh thành Trường Thánh Gioan và cử hành Thánh lễ cung hiễn nhà nguyện của Trường.
Trong thời gian làm lãnh đạo viện đại học tại Cambridge, Linh mục Fisher chú trọng việc kêu gọi các nhà bảo trợ đầu tư vào Viện, thu hút các học giả đầu ngành từ châu Âu đến làm việc cho Viện, cùng cổ võ việc nghiên cứu văn học không chỉ gói gọn trong các tác giả Latinh, Hy Lạp mà cả các tác giả Hy Bá Lai. Trong số các hội sĩ của Viện, Linh mục Fisher đặt việc rao giảng trong quần chúng lên hàng đầu cùng hết sức lo lắng đến sự hiến dâng trong ngành mục vụ. Ông dự định trong tương lai sẽ dành hết tất cả sức lực, của cải cùng các tư liệu mà mình có. Mặc dù vấp phải một số phản đối từ các đồng nghiệp, ông vẫn quản lý được cả một viện đại học, khi đó là một trong hai viện đại học duy nhất của Anh Quốc, cùng khởi động và quyết tâm hoàn thành nhiều dự án dài hạn cho Viện.
Các tổ chức do Linh mục Fisher thiết lập cũng quan tâm cách riêng đến việc cầu nguyện cho các linh hồn bằng nhiều cách, mà quan trọng nhất là ngang qua các tổ chức thiện quỹ và nhà nguyện các đẳng. Nổi tiếng với đời sống khắc khổ và nhiệm nhặt, người ta thường thấy thánh Fisher đặt một hộp sọ người nơi bàn thờ khi dâng Thánh lễ và nơi bàn ăn trong giờ cơm.

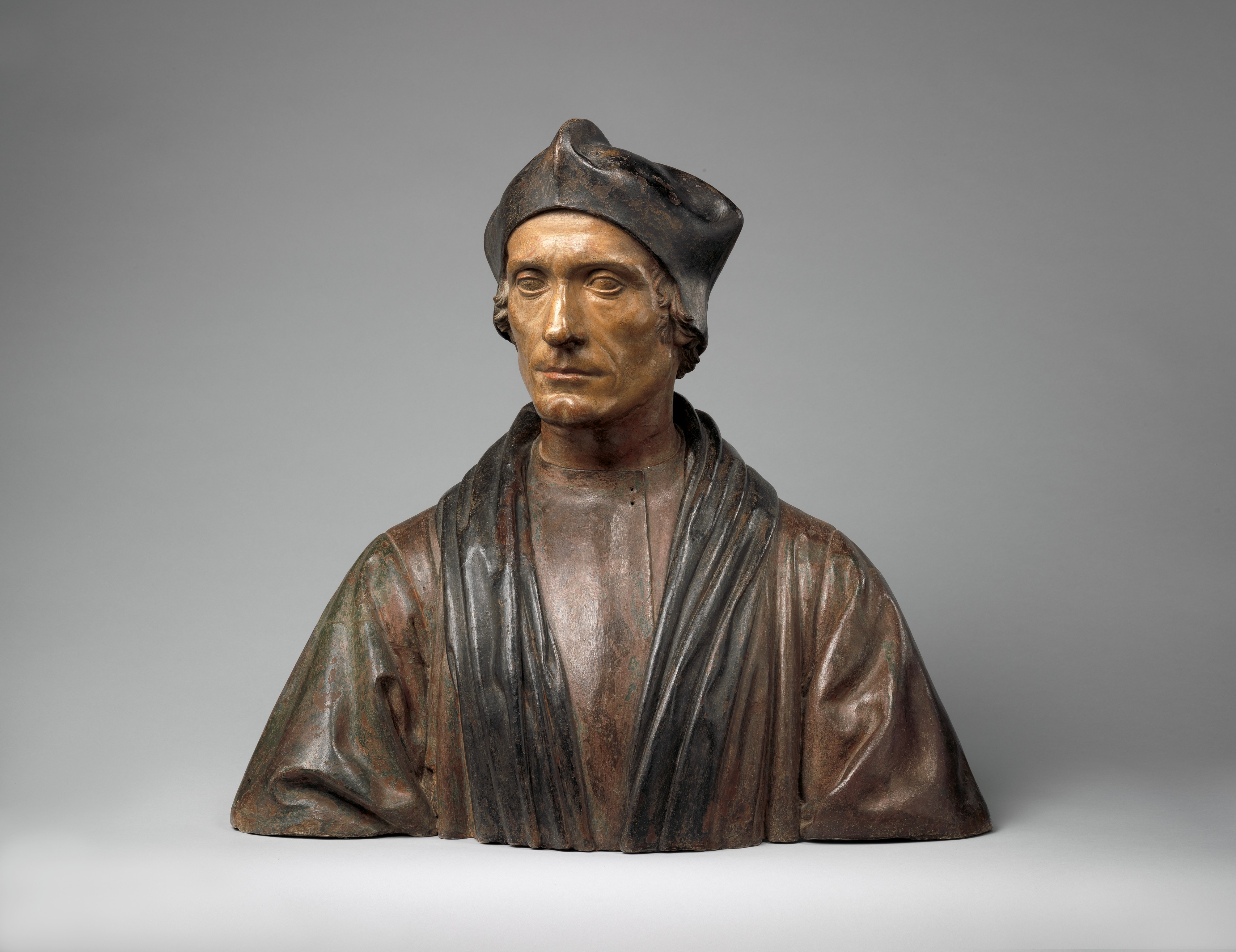
Tượng thánh Gioan Fisher thời thanh niên, do nhà điêu khắc Pietro Torrigiano thực hiện.

Học giả Erasmus từng phát biểu về Linh mục Fisher rằng: "Fisher là một người đàn ông với đời sống công chính, ham học và có tâm hồn vĩ đại mà không một người nào khác cùng thời có thể sánh được."

### Giám mục
Sau khi chấp nhận lời thỉnh cầu của Vua Henry VII, Giáo tông Julius II ban Tông sắc ngày 14 tháng 10 năm 1504, theo đó Linh mục Fisher được bổ nhiệm làm Giám mục Chính tòa Rochester, khi đó là giáo phận nghèo nhất nước Anh và thường được coi là bước đầu tiên trong sự nghiệp giám mục mục của một giáo sĩ. Dẫu vậy, Giám mục Fisher vẫn quyết tâm gắn bó với giáo phận Rochester trong suốt 31 năm còn lại của cuộc đời mình.
Vào thời điểm đó, như bao giám mục khác, ông cũng được Nhà vua giao cho một số chức vụ công quyền nhất định, mà một trong số đó là chức vụ trong Viện Đại học Cambridge – nơi mà ông cống hiến sức lực mình cách không ngừng nghỉ. Cùng trong năm 1504, thánh Fisher được bầu làm Chưởng ấn Viện Đại học Cambridge. Sau nhiều nhiệm kỳ 10 năm liên tiếp giữ chức Chưởng ấn, ông đã được Viện tái bổ nhiệm vào chức vụ này với nhiệm kỳ trọn đời. Cũng trong thời gian này, Giám mục Fisher được đặt làm thầy dạy cho Thân vương Henry – về sau sẽ trở thành Vua Henry VIII. Ông nổi tiếng về tài giảng thuyết tới nỗi Hoàng gia đã đặt ông làm người giảng lễ trong Thánh lễ an táng Vua Henry VII (m. 1509) và Đức Margaret (m. 1509), theo các tài liệu còn tồn tại cho đến ngày nay. Không chỉ giúp sức cho Đức Margaret trong cuộc thiết lập các tổ chức học thuật, Giám mục Fisher còn thành công mời học giả Erasmus tới thăm Viện Đại học Cambridge – động thái minh chứng cho lòng nhiệt thành học tập của ông. Trong tác phẩm Epistulae phần 6:2, học giả Erasmus cho rằng nhờ có sự bảo trợ của Chưởng ấn Fisher mà việc nghiên cứu các tác giả Hy Lạp tại Cambridge được xúc tiến cách trơn tru mà không phải hứng những lời chỉ trích cùng khích bác như ở Viện Đại học Oxford.
Tuy có tài hùng biện và có tiếng tăm trong giới học thuật, Giám mục Fisher sớm bước vào cuộc đối đầu với Vua Henry VIII mới đăng quang, người từng được ông dạy dỗ. Tranh chấp giữa Chưởng ấn Fisher với Nhà vua phát xuất từ các khoản tiền mà Đức Margaret, bà nội của Vua, di chúc lại để tài trợ cho các tổ chức thuộc Viện Đại học Cambridge.
Đến năm 1512, Giám mục Fisher được cử làm nghị phụ đại biểu cho Anh Quốc tại Công đồng chung Laterano V, tuy nhiên kế hoạch viễn du đến Roma của ông đã bị hoãn lại vì một lý do nào đó và dần dà bị hủy bỏ.

### Chống giáo thuyết Luther
Giám mục Fisher được cho là "thần học gia đầu tiên chẩn đoán được rằng tín lý 'tội nhân được công chính hóa chỉ bằng một mình đức tin', hay Duy nhất đức tin, là tín điều khởi phát cuộc Cải cách Kháng nghị."
Giám mục Fisher cũng được coi là tác giả thật sự của thiên chuyên khảo hoàng gia chống Martin Luther xuất bản năm 1521 mang tên Assertio septem sacramentorum (Bảo vệ bảy bí tích), dầu không có bằng chứng xác đáng nào ủng hộ mệnh đề này. Tuy nhiên, cũng chính nhờ chuyên khảo này mà Vua Henry VIII được tôn làm Fidei Defensor (Đấng bảo vệ đức tin). Trước thời điểm xuất bản chuyên khảo, Giám mục Fisher từng lên án nhiều vụ lạm quyền trong Hội thánh và kêu gọi cải cách kỷ luật trong giới giáo sĩ. 
Vào năm 1523, Giám mục Fisher xuất bản một cuốn sách dài 200.000 từ mang tên Assertionis Lutheranae Confutatio nhằm chống lại tờ Assertio omnium articulorum của Martin Luther. Về sau, Martin Luther đã lược bỏ một vài chất liệu khiêu khích ra khỏi phiên bản tiếng Đức của tờ Assertio hầu khiến cho người đọc lầm tưởng rằng Giám mục Fisher (cũng như Erasmus) đã hiểu lầm ý mình. Trên thực tế, Martin Luther chưa từng đáp lại những chỉ trích của Giám mục Fisher. 
Vào ngày 11 tháng 2 năm 1526, thừa lệnh Nhà vua, Giám mục Fisher đã có một bài giảng rất nổi tiếng chống lại Martin Luther tại giảng đài Thánh giá Thánh Phaolô bên ngoài khuôn viên Nhà thờ chính tòa Thánh Phaolô, thủ đô Luân Đôn. Vào thời điểm đó, một số người thuộc phái Luther đã công khai trở lại Hội thánh Công giáo, và nhiều sách vở bị tịch thu của đạo Luther bị mang đi đốt ra tro. Trong bản văn bài giảng lễ bằng tiếng Anh, ở phần Tựa, Giám mục Fisher đề nghị được gặp các tín hữu theo phái Luther cách bí mật để "lắng nghe tâm tư họ, để rồi họ sẽ lắng nghe những lời tự đáy lòng tôi nếu họ khứng: và tôi tin tưởng cùng cậy trông vào Chúa chúng ta, rằng vào lúc sau hết, tôi và họ sẽ đồng tâm nhất trí, hoặc là họ sẽ thuyết phục được tôi theo đạo Luther, hoặc là tôi sẽ dẫn họ trở lại với Hội thánh Công giáo mà sống theo giáo lý của Hội thánh Chúa Kitô [đích thực]." Thánh Fisher bận rộn đấu tranh chống lại các giáo huấn phi chính thống trong suốt phần đời còn lại. 

### Bảo vệ Vương hậu Catharina de Aragón
Giám mục Fisher hết mình bảo vệ Vương hậu Catharina de Aragón trong khi Vua Henry VIII cố gắng tìm cách để vô hiệu hóa cuộc hôn nhân giữa mình và Vương hậu. Ông thậm chí đã thay Vương hậu hầu tòa trước các quan đặc sứ và khiến tất cả mọi người kinh ngạc bằng lối nói thẳng thắn của mình. Cũng trong phiên tòa ấy, ông đã tuyên bố rằng ông sẵn sàng hy sinh để bảo vệ tính bất khả phân ly của hôn nhân tự nhiên, gợi nhớ lại cuộc tử đạo của thánh Gioan Tẩy giả. Sau khi biết được chuyện này, Vua Henry đã nổi cơn thịnh nộ và soạn ngay một bài văn dài bằng tiếng Latinh hầu đáp trả lại các phát biểu của Giám mục Fisher rồi gửi cho các quan đặc sứ. Bản chép tay bài văn của Vua Henry VIII do Giám mục Fisher thực hiện vẫn còn tồn tại cho đến ngày nay, và các mục ghi chú bên lề của thủ bản đã toát lên tinh thần bất khuất của Giám mục Fisher trước sự giận dữ của Nhà vua. Việc vụ án không được chuyển đến Roma cho Giáo tông xét đoán đã giúp Giám mục Fisher rút lui khỏi vấn đề hôn nhân của Vua Henry VIII, dầu Nhà vua không bao giờ thứ lỗi cho vị giám mục vì những gì ông đã làm.